# 촌마게

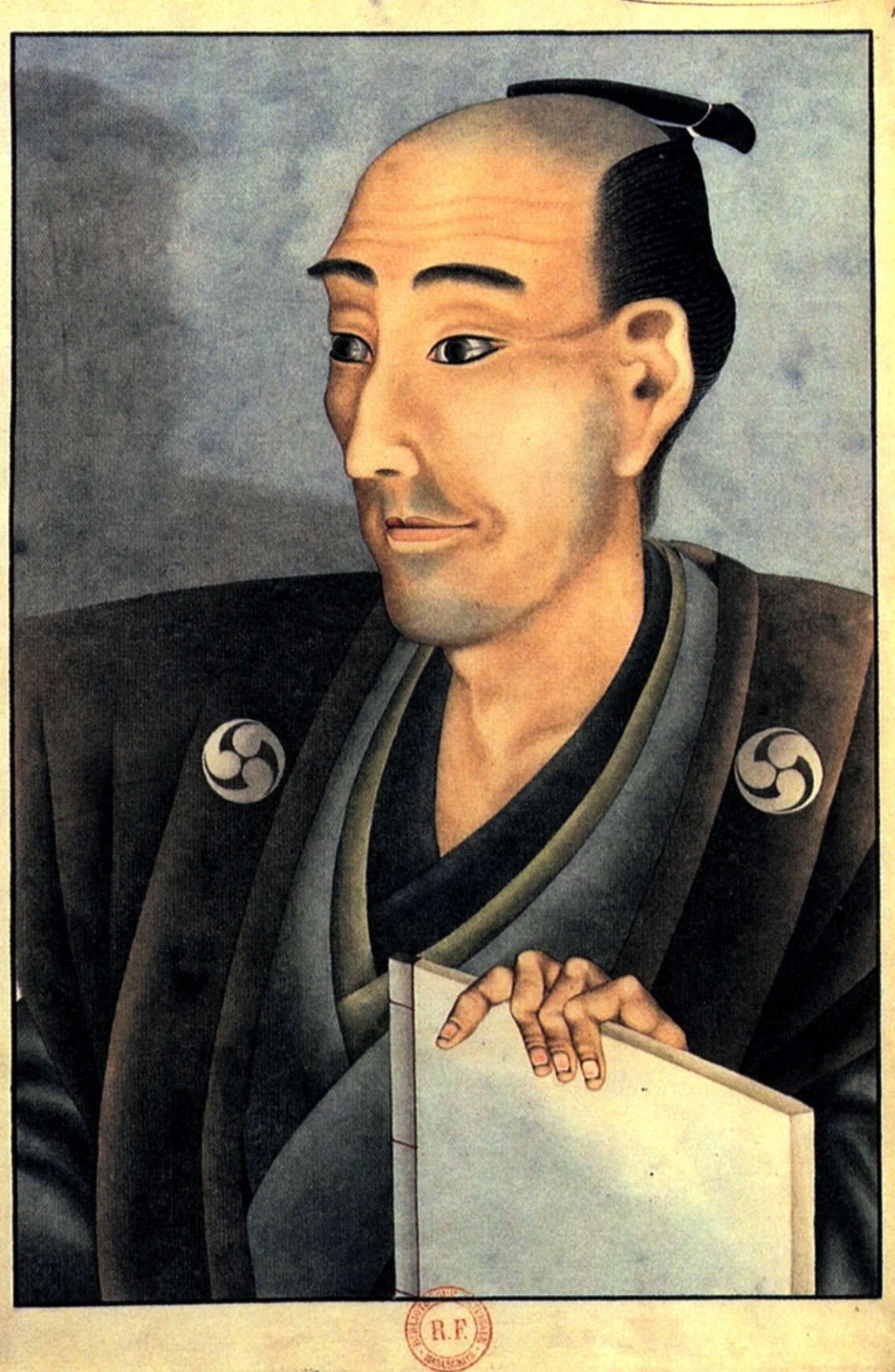
촌마게를 한 사무라이

촌마게(일본어: 丁髷 존마게[*])는 센고쿠 시대 및 에도 시대의 남자가 했던 일본식 상투의 한 가지이다. 이마 위의 머리를 밀고, 후두부에서 머리를 모아 틀어올렸다. 주로 사무라이들이 많이 했다.
이 상투가 생긴 이유는 센고쿠 시대의 시대적 배경과 일본의 기후가 맞물려져서 만들어졌다. 센고쿠 시대에는 갑옷을 입고 투구를 쓴 채로 잠을 자야 할 정도로 매우 혼란스러웠는데 일본이 아열대 지방인 관계로 더워서 어쩔 수 없이 투구로 가리는 부분의 머리카락을 모두 깎고 남은 머리카락으로 상투를 틀었다.
에도 시대에 이르러서는 도쿠가와 가문의 뛰어난 치세 능력으로 인해 전쟁이 없는 평화로운 나날을 보냈지만 사무라이들은 전투에 대한 긍지와 자부심 때문에 이 상투를 유지했다.

## 같이 보기
- 변발